# Emmanuel Adely
Emmanuel Adely est un écrivain français né à Paris en 1962.

## Biographie
Emmanuel Adely publie son premier texte, Les Cintres, en 1993, à l'âge de 31 ans, aux éditions de Minuit. Il est depuis publié par divers éditeurs, dont les éditions du Seuil, éditions Stock, Joëlle Losfeld ou Actes Sud. Il écrit des romans, des nouvelles, des pièces radiophoniques, des films et vidéos, et donne des « lectures performées de ses textes ». 
Il mène parallèlement des ateliers d'écriture, dans les milieux carcéraux, professionnels, artistiques et scolaires.
En 2003, pour le magazine Lire, qui publie un article sur « Les élus des jeunes auteurs », il cite en premier lieu Thomas Bernhard, qui a été pour lui une « révélation », puis « le Grec Thanásis Valtinós et l'Américain Bret Easton Ellis ; pour les Français : Albert Cohen, Pierre Guyotat, et sans doute Patrick Modiano. »
En 2014, il déclare : « L'écriture est une façon de comprendre l'autre, de dire l'autre, d'être l'autre (un moment - tout le temps). Parce que la vie ne suffit pas. Une vie ne suffit pas à être soi. Être celui que je ne suis pas, un étranger à moi-même, est un des moteurs de mes écritures : épuiser (dans le sens perequien du terme) le monde - en étant tous ses vivants : tous ceux que j'aurais pu être (cf encore une fois Sommes, 2009). »

### Ses ouvrages
Les Cintres, sa première publication, paraît en 1993.
Pour son ouvrage Agar-Agar, publié en 1999, le magazine Le Matricule des anges écrit : « Le deuxième roman d'Emmanuel Adely saccage l'idéal du couple. Entre hystérie et pulsions meurtrières, la langue se fait implacable. » Le magazine Lire souligne : « A côté de l' Inferno à la Strindberg, de la géhenne jouhandélienne, de l'enfermement à la Mirbeau, et de mille autres cellules de contention conjugale, Emmanuel Adely vient d'ouvrir sa propre succursale, fort réussie, et il nous la fait visiter dans son roman Agar-Agar. »
En 2000 paraît Jeanne, Jeanne, Jeanne. L'avis critique du magazine Le Matricule des anges mentionne : « Dense et précise, la prose d'Emmanuel Adely ressasse indéfiniment, jusqu'à trouver la plus juste expression d'une douleur au fond de laquelle le narrateur plonge comme en apnée, jusqu'à ses plus sombres entrailles. »
Mon amour est publié en 2005, et lors de sa parution, le magazine Lire écrit : « Depuis son premier récit, Les cintres (Minuit), l'écrivain se collette aux jeux narratifs. Déjà, dans Agar-agar (Stock), son héroïne hurlait « Aime-moi » à celui qui ne l'écoutait plus. Dans Jeanne, Jeanne, Jeanne (Stock), c'est à sa mère qu'il s'adressait dans une sorte d'enquête délirante. Mais dans ce dernier livre, le travail littéraire se plie totalement au sujet, aux personnages, brisant toutes les frontières pour offrir au lecteur des fragments bruts de l'existence et une vision de la société qui rejette les solitaires ou les ratés vers de lointains terrains vagues. » Pour Le Matricule des anges, « Emmanuel Adely rend un hommage cruel à ceux qui, dévorés par le besoin d'aimer, cherchent encore à savoir comment », et où, pour Le Magazine littéraire, « tous se heurtent à un problème séculaire et universel : la relation amoureuse ». Pour le magazine L'Express , « À travers des dialogues croisés et de longs monologues intérieurs, Emmanuel Adely nous offre un roman polyphonique bouleversant » et ajoute : « Le livre connaît un succès d'estime assuré quasi exclusivement par le bouche-à-oreille et un bon accueil des libraires ». 
Son ouvrage Genèse, en 2008, est sélectionné pour le Prix Wepler. Le journal Libération précise : « le roman se présente tête-bêche, avec deux récits dans le même volume, deux couvertures : Genèse, sous-titré « Chronologie » et Genèse, sous-titré « Plateaux » » et mentionne : « En fait, l’œuvre entière de ce romancier est une quête des origines, dont Genèse marquerait le terme. »
Sommes, publié en 2009, « évoque le vol Rio-Paris abîmé en mer en juin 2009 », et est illustré d’œuvres de Roman Opałka.
Lors la parution de son ouvrage La Très Bouleversante Confession de l'homme qui a abattu le plus grand fils de pute que la terre ait porté, en 2014, il est choisi pour la couverture du magazine Le Matricule des anges, qui lui consacre un dossier, dont le sommaire mentionne : « Longtemps hanté par le mystère de sa naissance, il a trouvé dans la littérature une manière de vivre d’autres vies que la sienne. Son nouveau livre, La Très Bouleversante Confession..., vidange nos cerveaux des clichés qui l’obstruent. » L'ouvrage est un « récit par un "Navy Seal" de l'opération qui amena un commando américain à tuer Oussama Ben Laden en 2011. ». Le journal L'Humanité écrit : « Emmanuel Adely s’implante dans le cerveau d’un de ces guerriers, de ces anonymes, dont le corps, le cerveau, les armes sont des rouages à peine différenciés de l’impeccable machine à tuer de l’Occident. Ils sont les victimes de la société de consommation et la lame qu’elle dirige vers ceux qui la contestent ». Selon l'avis critique de La Nouvelle Quinzaine littéraire : « Ni brûlots, ni pamphlets, ses livres sont des œuvres littéraires puissantes qui ne réduisent pas le dehors à un discours mais cherchent au contraire à réintroduire du mouvement et une complexité dans les images qu'elles nous proposent. »
En 2016, il publie Je paie, qui, selon le journal L'Humanité est « une chronique de notre époque, non comme l’établirait un historien, mais éclairée par une subjectivité personnelle [...], une autobiographie minimaliste et gigantesque » et dont l'avis critique mentionne : « En mettant au premier plan, nu et cru, l’argent, éternel refoulé du romanesque, Emmanuel Adely désigne un manque aveuglant, et propose un texte où la littérature se donne à voir sans masque. » Pour le magazine Diacritik, l'ouvrage « est tout à la fois un journal d’écrivain, d’homme et de citoyen, une installation d’art contemporain, une archive sociologique et une confession (mais sans exposition complaisante de l’intime), un récit fascinant, une ample fresque à partir de petites « unités de valeur », matrices du récit et départs de fiction. » Pour le site Mediapart, le roman est « Social. Politique. Intime ». Je paie est sélectionné pour le Grand Prix SGDL de la fiction 2017.

## Œuvres

### Fictions
- Les Cintres, éditions de Minuit, 1993
- Dix-sept Fragments de désir, éditions Fata Morgana, 1999
- Agar-agar[5],[6], éditions Stock, 1999
- Jeanne, Jeanne, Jeanne[7], éditions Stock, 2000
- Fanfare, éditions Stock, 2002
- Mad about the boy, éditions Joëlle Losfeld, 2003
- Mon amour[8],[9],[11], éditions Joëlle Losfeld, 2005
- J'achète, éditions Inventaire/Invention, 2007
- Édition limitée, éditions Inventaire/Invention, 2007
- Cinq Suites pour violence sexuelle, Éditions Argol, 2008
- Genèse[13], éditions du Seuil, 2008
- Sommes, illustré d’œuvres de Roman Opałka, éditions Argol, 2009
- La Très Bouleversante Confession de l'homme qui a abattu le plus grand fils de pute que la terre ait porté[14],[17], éditions Inculte, 2014 ; rééd. Actes Sud, coll. « Babel » no 1406, 2016  (ISBN 978-2-330-06678-9)
- Je paie[2],[18],[19], éditions Inculte, 2016
- et sic in infinitum, Maison Malo Quirvane, coll. « xviième », 2019

### Textes
- Vue du château B. avec l’Archimignon, in 45° Nord, Longitude 0, Éditions Mollat, 1995
- Parfois je marche et la nuit aussi, in revue Écritures no 7, 1995
- Monos pros monon, in revue Écritures no 9, 1997
- Mektoub, in revue Écritures no 12, 2000
- Violons, reblochon et cinéma, in revue Écritures no 13, 2001
- Hommage au corps, in Lettres de résistances, Éditions Pocket, 2004
- Nous, in revue Inculte no 2, 2004
- Par exemple arrêter, in revue Décapage no 24, 2005
- Au moins ces deux-là, in revue Décapage no 25, 2005
- Sarab, Éditions Jean-Claude Loubières, 2006
- Emo ergo sum 20 (extrait), in revue Rhinocéros, automne 2006
- Le Couteau entre les dents, in revue Inculte no 12, 2007
- Suite pour violences visuelles #1, in revue Décapage no 31, juin 2007
- No more reality - Éléments pour les années 00, 2007-2008-2009-2010[22]
- (vous désire) (vous attend), in revue "Décapage" no 33, janvier 2008
- BabyLand, Éditions Le Passager clandestin, juin 2008
- je paierai je paierai je paierai comme j’ai payé, in Libération[23], 8 oct. 2008
- Ce n’est que le début, on site net publie.net[24], 2009
- Still life, in La Meute, éditions Lieu Unique / Coiffard, mai 2009
- jardin à la française, in Runbook[25], mai 2009
- Vade mecum, in revue Décapage no 40, automne 2009
- HOMO MMIX, in Overwriting, mars 2010
- De Viris Illistribus, in Cahier du Refuge no 198, revue du Cipm, février 2011
- PlayLife, tiré à part de la revue formation, de l'afpa, printemps 2011
- opus 48, in revue Décapage no 43, printemps 2011
- ie, coll. « PickPocket », on I-Phone, mai 2011
- etsuacoloh, in Face à Sebald, éditions Inculte, automne 2011
- nevermore, in Jamais, éditions moos/Brugger, octobre 2011
- fondation, in revue 303, catalogue Estuaire, juillet 2012
- Décanecdotes, in revue Décapage no 45, automne 2012
- la fiction est tout ce qui a lieu, in collectif Devenirs du roman, Inculte, 2014
- Digestio Historiae, in Magazine Littéraire, septembre 2014
- Impression péremptoires, in revue 'Muscle no 2, novembre 2014
- tous les jours ça, in revue Espace(s) no 11, mars 2015
- mororless, in revue Décapage no 53, été 2015
- Droit de vote, in L'Humanité, 20 juillet 2015
- God bless America (Le Procès de William Jefferson Clinton), in collectif En Procès, Inculte, avril 2016
- Le freak c’est chic, in revue Mixte no 16, septembre 2016
- [makijaʒ], in revue Mixte no 17, novembre 2016
- Clichés, in revue Mixte no 18, février 2017

### Design littéraire
- A.P.R.V., Rimbaud et la Commune, Maison d’Arthur Rimbaud, Charleville-Mézières, 2004
- antichambre, création d’une chambre littéraire au Château du Pé avec l’artiste frédéric dumond, Saint-Jean-de-Boiseau, Estuaire 2012
- Ce qui nous regarde, ensemble de neuf textes à écouter dans une nouvelle interaction entre spectateur et œuvres d’art, LVAN 2016

### Films et vidéos
- Mafish Durrell[26], réalisation Nicolas Barrié, 2003
- Le Couteau entre les dents, vidéo, 2004 (collection est-ce une bonne nouvelle)
- P.M.A.M.P.A.S.M.K.D.D., vidéo, 2008 (collection est-ce une bonne nouvelle)
- & Coutumes, vidéo, 2008 (collection est-ce une bonne nouvelle[27])
- Kazakhstan, naissance d'une nation, réalisation Christian Barani et Guillaume Reynard, 2008

### Pièces radio
- Mad about the boy, France-Culture, réalisation Claude Guerre, 28 novembre 2001
- Vaudeville, France-Culture, réalisation Claude Guerre, 1er mars 2002

### Textes critiques
- L’Illiade monstre, étude critique # 1 de l’œuvre de Thanásis Valtinós, in revue Inculte no 6, 2005
- Les Sirènes du port d’Alexandrie, étude critique du travail du vidéaste Nicolas Barrié, in revue Turbulences vidéo hiver 2005-2006
- L’Équarrissage de la langue, étude critique # 2 de l’œuvre de Thanásis Valtinós, in revue La lettre de la maison des écrivains no 1, 2006
- Sans titre, étude critique sur le roman contemporain, in collectif Devenirs du roman, Naïve-Inculte, 2007
- Suite pour violences visuelles #1, étude critique sur la télévision, in catalogue Télémétries[28], Nanterre 2007
- Devenir bombe, autour de deux émissions consacrées l’une à Malraux et l’autre à Guyotat (Le Magazine Littéraire[29] avec la Maison des écrivains et de la littérature - M-e-l, l’Ina et le Petit Palais) octobre 2009

### Lectures performances (sélection)
- Vue du Château B. avec l’Archimignon, Capc, Bordeaux, 1994
- Mon amour, Les Cahiers de Colette, Paris, 2005 (lecture à deux voix)
- Sarab, Galerie Paris Sud, 2006
- Édition limitée, Ensci, Paris, 2006
- J'achète, Folie Inventaire/Invention 2007
- Édition limitée, Mk2 Bibliothèque, Paris, 2007
- Suite pour violence sexuelle #3, Théâtre de l'Odéon, Paris, 2008
- Chocolate City, Espace Khiasma, Les Lilas, 2008
- Mad about the boy, Galerie La Compagnie, Marseille, 2010 / Folie Wazemmes, Lille, 2004 (lectures à deux voix)
- Présent, La Java, Paris, 2010, avec frédéric dumond, 2010
- Le Volume de la Vie, Galerie de l'Apocalypse, Angers, 2011
- No More Reality, Médiathèque de Drancy, printemps 2012 / Médiathèque de Bagnolet, printemps 2012 / Festival Perdu Gagné, Pantin, 2008 / Espace Khiasma, Les Lilas, 2008
- In Memoriam, Soirée "Aux urnes, et caetera" avec revue Ravages et Radio Nova, La Cantine, Paris, avril 2012
- Cinq Suites pour violence sexuelle, Grand R, La Roche-sur-Yon, mai 2012 / Festival Poétiques, Saumur, 2010 / Lieu Unique, Nantes, 2008
- Tu vuo fa’ l’Americano, Musée d’Art Moderne, Paris, juin 2012
- Genèse : avec Gérard Desarthe, Théâtre La Roche sur Yon, septembre 2012 / La Terrasse de Gutenberg, Paris, 2008 / Mk2 Bibliothèque, Paris, 2008 (lectures à trois voix)
- Le monde est tout ce qui a lieu : Clôture du Festival Hors Limites, Médiathèque de Saint-Ouen, avril 2013
- Sommes, : Espace de l’Art Concret, Mouans-Sartoux, octobre 2014 / Festival Ritournelles, Bordeaux, novembre 2013 / Le Grand R, La Roche sur Yon, avril 2013 / Le Phénix, Valenciennes, février 2013 / Festival Sonorités, Montpellier, 2010 / Maison de la Poésie, Paris, 2010 / Imec, Caen, 2010 / Montévidéo, Marseille, 2010 / Espace Khiasma, Les Lilas, 2009
- Je paie : Festival Sonorités, Montpellier, octobre 2015
- La Très Bouleversante Confession de l’homme qui a abattu le plus grand fils de pute que la terre ait porté : Angers, décembre 2016 (avec la musicienne et cantatrice Claire Bergerault) / Montévidéo, Marseille, avril 2016 / Festival Sonorités, Montpellier, décembre 2014 / HAB, Nantes, novembre 2014 / Musée Commun, Paris, octobre 2014 / Palais de Tokyo, Paris, juin 2014 / Maison de la Poésie, Paris, mars 2014 / Montévidéo, Marseille, février 2014

## Prix et distinctions
- 2017 : Sélection Grand Prix SGDL de la fiction[21] pour Je paie
- 2008 : Sélection Prix Wepler[12] pour Genèse

### Bourses et aides à la création
Mentionnées sur le site culture.gouv.fr jusqu'en 2014 :
- Lauréat 2014 de la résidence d'écriture du Festival du livre de Mouans-Sartoux / Résidence du Conseil général de l’Oise 2005-2006 / Bourse d’aide à la création du Centre National du Livre 2004 / Lauréat Mission Stendhal à Palerme (Ministère des Affaires étrangères) 2003 / Lauréat Mission Stendhal à Alexandrie (Ministère des Affaires étrangères) 2000 / Bourse d’aide à la création du Centre National du Livre 1999 / Lauréat Mission Stendhal à Athènes (Ministère des Affaires étrangères) 1995 / Bourse d’aide à la création du Centre National du Livre 1994

## Documentation
- Dossier Emmanuel Adely, magazine Le Matricule des anges, no 152 - avril 2014[16]